# HAV Bank
Het gebouw van de HAV Bank aan de Gerrit Verboonstraat in Schiedam werd in 1933-1935 in opdracht van de Hollandse Algemeene Verzekeringsbank ontworpen door architect Willem Marinus Dudok. Deze bank was in 1903 opgericht.
Het gebouw van de HAV Bank is ontworpen in een zakelijk expressionistische stijl. In 1953 werd het gebouw in dezelfde stijl uitgebreid, eveneens naar een ontwerp van Dudok. In 1970 ging de verzekeringsportefeuille van de HAV Bank over naar de N.V. Verzekering Maatschappij Holland, die in 1985 haar naam wijzigde in AMEV Schadeverzekering.
In 1996-1997 werd het gebouw van de HAV Bank verbouwd tot appartementencomplex.